# Andrew of Buchan
Andrew of Buchan (auch of Rathven; † vor 16. Juni 1304) war ein schottischer Ordensgeistlicher. Ab 1296 war er Bischof von Caithness.

## Herkunft und Tätigkeit als Abt von Coupar Angus
Andrew of Buchan wurde auch Andrew of Rathven genannt, wobei sich dieser Name vermutlich auf Rathven in Banffshire bezog. Andrew wurde erstmals 1284 als Abt des Zisterzienserklosters Coupar Angus Abbey in Perthshire erwähnt. Als Abt bezeugte er mehrere Urkunden von Alexander Comyn, 6. Earl of Buchan und von Domhnall, 6. Earl of Mar. 1284 diente er als Gesandter für König Alexander III., 1289 diente er als Prüfer für das königliche Schatzamt. Während des schottischen Thronfolgestreits huldigte er am 24. Juli 1291 in Perth dem englischen König Eduard I., der als Oberherr über die Thronfolge entscheiden sollte. Nach dem englischen Sieg im Krieg von 1296 huldigte er am 28. August 1296 in Berwick erneut dem englischen König, der nun die Herrschaft in Schottland übernommen hatte.

## Bischof von Caithness
1296 wurde Andrew Bischof des nordschottischen Bistums Caithness. Das Bistum war seit dem Tod von Bischof Alan St Edmund 1291 vakant gewesen. Nachdem Papst Bonifatius VIII. im April 1296 die Wahl von John, dem Archidiakon von Caithness, abgelehnt hatte, hatte er Adam of Darlington zum neuen Bischof ernannt. Dieser war aber noch auf der Reise nach Schottland in der Toskana gestorben. Daraufhin ernannte der Papst am 17. Dezember 1296 Andrew zum neuen Bischof. Da die schottische Kirche direkt der Kurie unterstellt war, sollte Andrew nach Rom reisen, um sich dort zum Bischof weihen lassen. Aufgrund der Krieges mit England, der die lange Reise für ihn zu gefährlich machte, weigerte sich Andrew aber, nach Rom zu reisen. Daraufhin beauftragte der Papst am 1. August 1297 die Bischöfe Henry Cheyne von Aberdeen, Robert Wishart von Glasgow und Thomas von Ross, Andrew in Schottland zum Bischof zu weihen.
Über die Tätigkeit von Andrew als Bischof ist nur wenig bekannt. Er starb vermutlich Anfang oder im Frühjahr 1304. Am 16. Juni 1304 gewährte der englische König seinem gewählten Nachfolger Farquhar Bellejambe freies Geleit, um zur Bestätigung seiner Wahl und zur Weihe zur Kurie zu reisen. Während der Vakanz des Bistums verwaltete der Earl of Ross 1304 und 1305 die Besitzungen des Bistums. Er übergab Andrews Nachfolger schließlich Einkünfte von etwa £ 40.